# Velká Lečice
Velká Lečice är en ort i Tjeckien.   Den ligger i regionen Mellersta Böhmen, i den centrala delen av landet, 30 km söder om huvudstaden Prag. Velká Lečice ligger 306 meter över havet och antalet invånare är 177.
Terrängen runt Velká Lečice är platt västerut, men österut är den kuperad. Velká Lečice ligger nere i en dal. Runt Velká Lečice är det ganska glesbefolkat, med 24 invånare per kvadratkilometer. Närmaste större samhälle är Zbraslav, 18,6 km norr om Velká Lečice. Omgivningarna runt Velká Lečice är en mosaik av jordbruksmark och naturlig växtlighet.